# Stazione di Pinerolo Olimpica
La stazione di Pinerolo Olimpica è una stazione ferroviaria posta sulla ferrovia Torino-Pinerolo. Serve i quartieri orientali della città di Pinerolo e il polo scolastico delle scuole superiori.

## Storia
La stazione è stata costruita in occasione dei XX Giochi olimpici invernali, dai quali prende il nome, e venne attivata il 31 gennaio 2006, semplicemente costruendola a fianco della esistente linea.

## Strutture ed impianti
La fermata è caratterizzata da una struttura piuttosto semplice. È costituita da una banchina costruita accanto alla linea pre-esistente, banchina parzialmente coperta da una pensilina in metallo e vetro. Al di sotto di quest'ultima sono presenti alcuni servizi all'utenza: due panchine, due cestini e una bacheca presso la quale sono ospitati i quadri orario in versione cartacea.
L'ingresso alla stazione è costituito da una scalinata affiancata ad una rampa per i disabili che funge da sottopasso e da collegamento con il parcheggio di interscambio sottostante oltre che con i vicini istituti superiori di Pinerolo.

## Movimento
La stazione  è servita quotidianamente da tutte le 22 coppie di treni della linea 2 del servizio ferroviario metropolitano di Torino, Pinerolo-Chivasso, svolti da Trenitalia in base al contratto di servizio stipulato con la Regione Piemonte.

## Servizi
La fermata è classificata da RFI in categoria 'bronze' e dispone di un sottopassaggio che agevola l'attraversamento del binario.

## Interscambi
Nei pressi della fermata sono attuati i seguenti interscambi:
- Fermata autobus